# Rob Zamuner
Robert F. Zamuner (* 17. září 1969) je bývalý kanadský hokejista.

## Kariéra
Začínal v juniorské Ontario Hockey League, kde hrál za již neexistující tým Guelph Platers. Do NHL ho draftovali New York Rangers, kde se ale neprosadil a hrál většinou na farmách; přestoupil proto do Tampa Bay Lightning, kde hrál v letech 1992-1999, stal se oporou týmu a v poslední sezoně i kapitánem. Jako zodpovědně bránící levé křídlo s vysokou úspěšností při vhazování si vysloužil nominaci na MS 1997 a 1998 i na olympiádu do Nagana. Z Tampy přestoupil do Ottawa Senators a pak do Boston Bruins, v době výluky v NHL hrál za Basilej, kariéru končil v Itálii a Austrálii. V současnosti se živí jako funkcionář hráčské asociace NHLPA.